# Майков, Пётр Михайлович
Пётр Михайлович Майков (1834—1918) — русский историк; чиновник Государственного совета, тайный советник (1892); один из авторов «Русского биографического словаря».

## Биография
Родился 22 апреля (4 мая) 1834 года в семье Михаила Аполлоновича Майкова (1799—1881), впоследствии — генерала от артиллерии; был внуком директора петербургских императорских театров Аполлона Майкова.
Окончил 1-ю Санкт-Петербургскую гимназию (1851), юридический факультет Санкт-Петербургского университета и Гейдельбергский университет.
В службу вступил 18 сентября 1855 года. Служил на Сестрорецком оружейном заводе, в артиллерийском департаменте Военного министерства.
С 15 июля 1860 по 14 апреля 1866 года был в отставке. Затем служил во 2-м отделении Собственной Е. И. В. канцелярии и в кодификационном отделе Государственного совета (старший чиновник в 1883—1893 гг.), был членом ряда комиссий.
С 17 апреля 1879 года — действительный статский советник, с 1 января 1892 года — тайный советник. Был награждён орденами: орден Св. Анны 2-й (1876) и 1-й (1888) ст., Св. Станислава 3-й (1862), 2-й и 1-й (1885) ст., Св. Владимира 3-й ст. (1883). 
Вышел в отставку в 1894 году с чином тайного советника.
Умер в 1918 году.

## Семья
Был женат на Екатерине Григорьевне Яковлевой (1845—1907). Их дети:
- Пётр (1872—?)
- Григорий (1873—1901?)
- Екатерина (1874—?)
- Михаил (1875—1884)
- Павел (1876—1942)[7]
- Аполлон (?—?)
- Николай (1880—1936)
- Вера (?—?) — вопреки воли отца стала сельской учительницей[2]

Е. Г. Майкова с сыновьями Михаилом и Григорием были похоронены в имении Веркола возле Никольской церкви.

## Рекомендуемая литература
- РГИА. — Ф. 1646.
- Институт русской литературы. Рукописный отдел. Ф. 164.

Орден Святого Владимира